# Oligohymenophorea
Oligohymenophorea – liczna gromada orzęsków. Organizmy zaliczane do tej gromady charakteryzują się posiadaniem wyspecjalizowanego orzęsienia adoralnego otaczającego cytostom. W skład tego orzęsienia wchodzi błona falująca, utworzona przez jeden szereg kinetosomów oraz membranelle, penikulusy lub polikineta.
Przykładowymi przedstawicielami Oligohymenophorea są rodzaje:
- pantofelek (Paramecium)
- wirczyk (Vorticella)
- Tetrahymena

## Podgromady
- Peniculia
- Hymenostomatia
- Scuticociliatia
- Astomatia
- Apostomatia
- Peritrichia